# Danny DiLiberto
Danny DiLiberto (* 19. Februar 1935 in Buffalo; † 11. Februar 2025) war ein US-amerikanischer Poolbillardspieler.

## Karriere
1960 und 1961 gewann DiLiberto die Straight Pool City Championship, 1962 gewann er die New York State Championship und 1963 sowie 1969 das US Masters im 14/1 endlos. 1972 gewann er das Tournament of Champions und das World All Around Champions.
Neun Jahre später besiegte er Nick Varner im Finale des BCA National 8-Ball Tournament. Nachdem er 1982 das 9-Ball-Turnier Busch Southern Classic gewonnen hatte, gewann er 1983 das World Tournament im One Pocket.
1984 gewann er den Classic Cup, 1985 das Eastern States 14/1 Tournament und 1989 das Western States 9-Ball Tournament. 1996 gewann er die Senior 9-Ball-Tour, 1997 die French Open und 1998 das French National 9-Ball Tournament.
Beim Derby City Classic 1999 wurde DiLiberto Achter im One Pocket, 2003 erreichte er den 13. Platz beim Senior Masters, 2006 belegte er bei zwei Turnieren der International Pool Tour den 121. Platz.
Danny DiLiberto wurde im Oktober 2011 während der US Open in die Hall of Fame des Billiard Congress of America aufgenommen.

## Sonstiges
Bevor DiLiberto Poolbillard spielte, war er Profi-Boxer. Zudem soll er ein perfektes Bowling-Spiel gespielt haben.